# Deportatie Monument Roermond
Het Deportatie Monument Roermond is opgericht ter nagedachtenis aan de deportatie op 30 december 1944 van 3000 mannen uit de Nederlandse stad Roermond. 
Op die bewuste dag werd in de Nassaustraat en de Monseigneur Driessenstraat door de Duitsers een grootschalige deportatie uitgevoerd. Ongeveer 3000 mannen van 16 jaar en ouder werden afgevoerd naar het Duitse Wuppertal. Het monument werd in 1953 onthuld en het beeld van een vrouw met kind symboliseert de achtergebleven vrouwen en kinderen. Tijdens de 50-jarige herdenking werd er een plaquette onthuld met de tekst "Ter herinnering aan de deportatie van 3000 mannen en jongens op december 1944".

## Bron
- Deportatie Monument Roermond op TracesOfWar.nl